# Tsjecho-Slowakije op de Olympische Winterspelen 1992
Tijdens de Olympische Winterspelen van 1992, die in Albertville (Frankrijk) werden gehouden, nam Tsjecho-Slowakije voor de zestiende keer deel.

## Medailleoverzicht
| Sport          | Olympiër                                             | Discipline            | Medaille |
| -------------- | ---------------------------------------------------- | --------------------- | -------- |
| Kunstrijden    | Petr Barna                                           | mannen                | Brons    |
| Schansspringen | Tomáš Goder František Jež Jaroslav Sakala Jiří Parma | grote schans team (m) | Brons    |
| IJshockey      | Olympisch team                                       | mannen                | Brons    |

## Deelnemers en resultaten

### Alpineskiën
| Olympiër           | Discipline       | Resultaat | Prestatie                                                                              |
| ------------------ | ---------------- | --------- | -------------------------------------------------------------------------------------- |
| Marian Bireš       | afdaling (m)     | 34e       | 1.56,21 (+5,84)                                                                        |
| Marian Bireš       | super g (m)      | 37e       | 1.17,47 (+4,43)                                                                        |
| Marian Bireš       | reuzenslalom (m) | 34e       | 2.18,11 (+11,13) 1.10,98+1.07,13                                                       |
| Marian Bireš       | slalom (m)       | dnf-2     | opgave run 2 56,01+dnf                                                                 |
| Marian Bireš       | combinatie (m)   | dnf-s1    | opgave slalom run 1 afdaling: 1.49,61                                                  |
| Peter Jurko        | super g (m)      | 39e       | 1.17,68 (+4,64)                                                                        |
| Peter Jurko        | reuzenslalom (m) | 37e       | 2.19,15 (+12,17) 1.10,65+1.08,50                                                       |
| Peter Jurko        | slalom (m)       | 25e       | 1.52,80 (+8,41) 55,95+56,85                                                            |
| Peter Jurko        | combinatie (m)   | dnf-s1    | opgave slalom run 1 afdaling: 1.58,27                                                  |
|                    |                  |           |                                                                                        |
| Lucia Medzihradská | afdaling (v)     | 16e       | 1.54,78 (+2,23)                                                                        |
| Lucia Medzihradská | super g (v)      | 27e       | 1.26,76 (+5,54)                                                                        |
| Lucia Medzihradská | reuzenslalom (v) | 20e       | 2.19,27 (+6,53) 1.09,90+1.09,37                                                        |
| Lucia Medzihradská | slalom (v)       | 16e       | 1.36,45 (+3,77) 50,08+46,37                                                            |
| Lucia Medzihradská | combinatie (v)   | 8e        | 47,43 p. (+44,88) afdaling: 25,55 p. (1.27,89) slalom: 21,88 p. (1.11,95: 35,52+36,43) |
| Ludmila Milanová   | afdaling (v)     | 24e       | 1.57,85 (+5,30)                                                                        |
| Ludmila Milanová   | super g (v)      | 34e       | 1.27,61 (+6,39)                                                                        |
| Ludmila Milanová   | reuzenslalom (v) | dnf-1     | opgave run 1                                                                           |
| Ludmila Milanová   | slalom (v)       | 24e       | 1.39,78 (+7,10) 51,95+47,83                                                            |
| Ludmila Milanová   | combinatie (v)   | 15e       | 76,28 p. (+73,73) afdaling: 35,4 p. (1.28,68) slalom: 40,88 p. (1.14,26: 36,69+37,57)  |

### Biatlon
| Olympiër                                             | Discipline             | Resultaat | Prestatie |
| ---------------------------------------------------- | ---------------------- | --------- | --- |
| Jiří Holubec                                         | 10 km (m)              | 23e       | 27.37,8 (+1.35,5) pen.: 0 (0 + 0)                                                                                           |
| Jiří Holubec                                         | 20 km (m)              | 15e       | 59.56,2 (+2.21,8) pen.: 0 (0 + 0 + 0 + 0)                                                                                   |
| Tomáš Kos                                            | 10 km (m)              | 22e       | 27.37,4 (+1.35,1) pen.: 1 (0 + 1)                                                                                           |
| Tomáš Kos                                            | 20 km (m)              | 23e       | 1:00.33,3 (+3.58,9) pen.: 2 (0 + 2 + 0 + 0)                                                                                 |
| Ivan Masařík                                         | 10 km (m)              | 12e       | 27.16,8 (+1.14,5) pen.: 2 (0 + 2)                                                                                           |
| Ivan Masařík                                         | 20 km (m)              | 66e       | 1:05.24,9 (+8.50,5) pen.: 7 (0 + 3 + 0 + 4)                                                                                 |
| Martin Rypl                                          | 10 km (m)              | 50e       | 28.41,8 (+2.39,5) pen.: 1 (1 + 0)                                                                                           |
| Martin Rypl                                          | 20 km (m)              | 25e       | 1:00.39,3 (+3.04,9) pen.: 3 (0 + 1 + 1 + 1)                                                                                 |
| Team Martin Rypl Tomáš Kos Jiří Holubec Ivan Masařík | 4x7,5 km estafette (m) | 7e        | 1:27.15,7 (+2.32,2) pen.: 1 22.00,5 pen.: 0 (0 + 0) 21.10,2 pen.: 0 (0 + 0) 22.22,6 pen.: 1 (0 + 1) 21.42,4 pen.: 0 (0 + 0) |
|                                                      |                        |           | |
| Helena Černohorská                                   | 7,5 km (v)             | 62e       | 30.13,8 (+5.44,6) pen.: 3 (1 + 2)                                                                                           |
| Iveta Knížková                                       | 7,5 km (v)             | 41e       | 28.13,0 (+3.43,8) pen.: 8 (3 + 5)                                                                                           |
| Jana Kulhavá                                         | 15 km (v)              | 43e       | 59.09,8 (+7.22,6) pen.: 6 (0 + 2 + 1 + 3)                                                                                   |
| Petra Nosková                                        | 15 km (v)              | 60e       | 1:02.57,6 (+11.10,4) pen.: 7 (0 + 1 + 2 + 4)                                                                                |
| Jiřína Adamičková                                    | 7,5 km (v)             | 5e        | 24.57,6 (+28,4) pen.: 0 (0 + 0)                                                                                             |
| Jiřína Adamičková                                    | 15 km (v)              | 23e       | 56.21,8 (+4.34,6) pen.: 3 (1 + 1 + 0 + 1)                                                                                   |
| Gabriela Suvová                                      | 7,5 km (v)             | 18e       | 26.42,1 (+2.12,9) pen.: 2 (0 + 2)                                                                                           |
| Gabriela Suvová                                      | 15 km (v)              | 56e       | 1:02.22,4 (+11.35,2) pen.: 7 (0 + 1 + 3 + 3)                                                                                |
| Team Gabriela Suvová Jana Kulhavá Jiřína Adamičková  | 3x7,5 km estafette (v) | 8e        | 1:23.12,7 (+7.17,1) pen.: 3 29.58,6 pen.: 3 (1 + 2) 27.07,1 pen.: 0 (0 + 0) 26.07,0 pen.: 0 (0 + 0)                         |

### Bobsleeën
| Olympiër                                           | Discipline                         | Resultaat | Prestatie                                               |
| -------------------------------------------------- | ---------------------------------- | --------- | ------------------------------------------------------- |
| Jiří Dzmura Roman Hrabaň                           | 2-mansbob (m) Tsjecho-Slowakije I  | 25e       | 4.08,31 (+5,05) (1.01,37 / 1.02,33 / 1.02,25 / 1.02,36) |
| Petr Ramseidl Zdeněk Kohout                        | 2-mansbob (m) Tsjecho-Slowakije II | 31e       | 4.10,84 (+7,58) (1.02,46 / 1.02,48 / 1.03,10 / 1.02,80) |
| Jiří Dzmura Pavel Puškár Karel Dostál Roman Hrabaň | 4-mansbob (m) Tsjecho-Slowakije I  | 21e       | 3.58,55 (+4,65) (59,30 / 59,66 / 59,92 / 59,67)         |

### Kunstrijden
| Olympiër                        | Discipline | Resultaat | Prestatie                                                 |
| ------------------------------- | ---------- | --------- | --------------------------------------------------------- |
| Petr Barna                      | mannen     | Brons     | 4,0 p. (korte kür: 2 - lange kür: 3)                      |
| Lenka Kulovaná                  | vrouwen    | 11e       | 16,5 p. (korte kür: 9 - lange kür: 12)                    |
| Radka Kovaříková René Novotný   | paarrijden | 4e        | 6,0 p. (korte kür: 4 - lange kür: 4)                      |
| Kateřina Mrázová Martin Šimeček | ijsdansen  | 10e       | 20,6 p. (verpl.1: 12 - verpl.2: 11 - org.: 10 - vrij: 10) |

### Langlaufen
| Olympiër                                                                          | Discipline                    | Resultaat | Prestatie                                           |
| --------------------------------------------------------------------------------- | ----------------------------- | --------- | --------------------------------------------------- |
| Pavel Benc                                                                        | 10 km klassiek (m)            | 41e       | 31.13,6 (+3.37,6)                                   |
| Pavel Benc                                                                        | 50 km vrije stijl (m)         | 8e        | 2:08.13,6 (+4.32,1)                                 |
| Pavel Benc                                                                        | achtervolging 10 km+15 km (m) | 33e       | +5.00,1 (10 km:31.13 + 15 km:39.25,0)               |
| Lubomír Buchta                                                                    | 30 km klassiek (m)            | 13e       | 1:25.40,6 (+3.12,8)                                 |
| Václav Korunka                                                                    | 10 km klassiek (m)            | 17e       | 29.43,4 (+2.07,4)                                   |
| Václav Korunka                                                                    | 50 km vrije stijl (m)         | 13e       | 2:10.30,7 (+6.49,2)                                 |
| Václav Korunka                                                                    | achtervolging 10 km+15 km (m) | 14e       | +3.01,6 (10 km:29.43 + 15 km:38.56,5)               |
| Radim Nyč                                                                         | 10 km klassiek (m)            | 33e       | 30.31,5 (+2.55,5)                                   |
| Radim Nyč                                                                         | 50 km vrije stijl (m)         | 6e        | 2:07.41,5 (+4.00,0)                                 |
| Radim Nyč                                                                         | achtervolging 10 km+15 km (m) | 25e       | +4.14,1 (10 km:30.31 + 15 km:39.21,0)               |
| Martin Petrásek                                                                   | 10 km klassiek (m)            | 66e       | 32.27,4 (+4.51,4)                                   |
| Martin Petrásek                                                                   | 30 km klassiek (m)            | 24e       | 1:28.30,8 (+6.03,0)                                 |
| Martin Petrásek                                                                   | achtervolging 10 km+15 km (m) | 55e       | +7.55,2 (10 km:32.27 + 15 km:41.06,1)               |
| Jiří Teplý                                                                        | 30 km klassiek (m)            | 18e       | 1:26.14,4 (+3.46,6)                                 |
| Jiří Teplý                                                                        | 50 km vrije stijl (m)         | 21e       | 2:12.00,2 (+8.18,7)                                 |
| Team Radim Nyč Lubomír Buchta Pavel Benc Václav Korunka                           | 4x10 km estafette (m)         | 7e        | 1:44.20,0 (+4.54,0) 27.05,6 25.23,8 25.48,2 26.02,4 |
|                                                                                   |                               |           |                                                     |
| Lubomíra Balážová                                                                 | 5 km klassiek (v)             | 11e       | 14.54,6 (+40,8)                                     |
| Lubomíra Balážová                                                                 | 15 km klassiek (v)            | 13e       | 45.22,6 (+3.01,8)                                   |
| Lubomíra Balážová                                                                 | achtervolging 5 km+10 km (v)  | 26e       | +3.17,3 (5 km:14.54 + 10 km:28.31,0)                |
| Alžbeta Havrančíková                                                              | 5 km klassiek (v)             | 34e       | 15.44,6 (+1.30,8)                                   |
| Alžbeta Havrančíková                                                              | 30 km vrije stijl (v)         | 11e       | 1:27.54,9 (+5.24,8)                                 |
| Alžbeta Havrančíková                                                              | achtervolging 5 km+10 km (v)  | 17e       | +2.46,2 (5 km:15.44 + 10 km:27.09,9)                |
| Anna Janoušková                                                                   | 15 km klassiek (v)            | 33e       | 47.29,3 (+5.08,5)                                   |
| Anna Janoušková                                                                   | 30 km vrije stijl (v)         | 27e       | 1:32.43,9 (+10.13,8)                                |
| Kateřina Neumannová                                                               | 5 km klassiek (v)             | 13e       | 14.59,1 (+45,3)                                     |
| Kateřina Neumannová                                                               | 15 km klassiek (v)            | 14e       | 45.28,6 (+3.07,8)                                   |
| Kateřina Neumannová                                                               | achtervolging 5 km+10 km (v)  | 22e       | +3.02,8 (5 km:14.59 + 10 km:28.11,5)                |
| Zora Simčáková                                                                    | 15 km klassiek (v)            | 18e       | 45.45,6 (+3.24,8)                                   |
| Zora Simčáková                                                                    | 30 km vrije stijl (v)         | 30e       | 1:33.10,3 (+10.40,2)                                |
| Iveta Zelingerová                                                                 | 5 km klassiek (v)             | 18e       | 15.06,4 (+52,6)                                     |
| Iveta Zelingerová                                                                 | 30 km vrije stijl (v)         | 22e       | 1:31.39,1 (+9.09,0)                                 |
| Iveta Zelingerová                                                                 | achtervolging 5 km+10 km (v)  | 24e       | +3.09,7 (5 km:15.06 + 10 km:28.11,4)                |
| Team Lubomíra Balážová Kateřina Neumannová Alžbeta Havrančíková Iveta Zelingerová | 4x5 km estafette (v)          | 6e        | 1:01.37,4 (+2.02,6) 15.34,8 15.13,0 15.17,9 15.31,7 |

### Noordse combinatie
| Olympiër                                       | Discipline      | Resultaat | Prestatie |
| ---------------------------------------------- | --------------- | --------- | --- |
| František Máka                                 | individueel (m) | 15e       | +3.34,7 — schans: 197,1 p — 15 km: 44.33,4 |
| Josef Kovařík                                  | individueel (m) | 17e       | +4.13,7 — schans: 193,3 p — 15 km: 44.47,1 |
| Martin Bayer                                   | individueel (m) | 41e       | +10.43,1 — schans: 188,2 p — 15 km: 50,42,5 |
| Milan Kučera                                   | individueel (m) | dnf       | opgave — schans: 205,0 p — 15 km: — |
| Team Josef Kovařík Milan Kučera František Máka | team (m)        | 6e        | +9.04,7 — schans: 546,7 p — 30 km: 1:24.29,2 schans: 166,0 p — 10 km: 27.47,8 schans: 196,2 p — 10 km: 29.37,8 schans: 184,5 p — 10 km: 27.03,6 |

### Rodelen
| Olympiër                | Discipline | Resultaat | Prestatie                                             |
| ----------------------- | ---------- | --------- | ----------------------------------------------------- |
| Petr Urban              | mannen     | 19e       | 3.06,269 (+3,906) (46,211 / 46,285 / 46,961 / 46,812) |
| Jan Kohoutek            | mannen     | 20e       | 3.06,442 (+4,079) (46,156 / 46,261 / 46,958 / 47,067) |
| Petra Matechová         | vrouwen    | 17e       | 3.09,660 (+2,964) (47,298 / 47,323 / 47,749 / 47,290) |
| Mária Jasenčáková       | vrouwen    | 20e       | 3.10,443 (+3,747) (47,673 / 47,483 / 47,694 / 47,593) |
| Petr Urban Jan Kohoutek | dubbel     | 15e       | 1.34,274 (+2,221) (47,055 / 47,219)                   |

### Schaatsen
| Olympiër   | Discipline   | Resultaat | Prestatie           |
| ---------- | ------------ | --------- | ------------------- |
| Jiří Kyncl | 500 m (m)    | 39e       | 40,92 (+3,78)       |
| Jiří Kyncl | 5000 m (m)   | 27e       | 7.27,78 (+27,81)    |
| Jiří Kyncl | 10.000 m (m) | 25e       | 15.03,97 (+51,85)   |
| Jiří Musil | 500 m (m)    | 41e       | 42,20 (+5,06)       |
| Jiří Musil | 5000 m (m)   | 30e       | 7.29,91 (+29,94)    |
| Jiří Musil | 10.000 m (m) | 28e       | 15.14,18 (+1.02,06) |

### Schansspringen
| Olympiër                                                  | Discipline                     | Resultaat | Prestatie |
| --------------------------------------------------------- | ------------------------------ | --------- | --- |
| Tomáš Goder                                               | normale schans individueel (m) | 48e       | 175,3 punten 83,9 p. (76,5 m) + 91,4 p. (79,0 m) |
| Tomáš Goder                                               | grote schans individueel (m)   | 20e       | 164,8 punten 90,6 p. (106,5 m) + 74,2 p. (95,5 m) |
| František Jež                                             | normale schans individueel (m) | 23e       | 192,7 punten 99,7 p. (82,0 m) + 93,0 p. (80,0 m) |
| František Jež                                             | grote schans individueel (m)   | 13e       | 171,3 punten 91,5 p. (105,0 m) + 79,8 p. (99,5 m) |
| Jiří Parma                                                | normale schans individueel (m) | 10e       | 207,9 punten 109,2 p. (87,0 m) + 98,7 p. (82,0 m) |
| Jiří Parma                                                | grote schans individueel (m)   | 5e        | 198,0 punten 101,1 p. (111,5 m) + 96,9 p. (108,5 m) |
| Jaroslav Sakala                                           | normale schans individueel (m) | 15e       | 200,8 punten 101,1 p. (83,5 m) + 99,7 p. (82,0 m) |
| Jaroslav Sakala                                           | grote schans individueel (m)   | 41e       | 131,4 punten 85,7 p. (103,0 m) + 45,7 p. (83,0 m) |
| Team Tomáš Goder František Jež Jaroslav Sakala Jiří Parma | grote schans team (m)          | Brons     | 620,1 punten 110,3 p. (117,0 m) + 96,5 p. (110,0 m) 103,4 p. (113,5 m) + 88,3 p. (104,5 m) 103,2 p. (113,0 m) + 83,8 p. (102,0 m) 111,9 p. (118,5 m) + 109,7 p. (115,5 m) |

### IJshockey
| Olympiër | Discipline | Resultaat | Prestatie |
| --- | ---------- | --------- | --- |
| Patrik Augusta Petr Bříza Leo Gudas Miloslav Hořava Petr Hrbek Otakar Janecký Tomáš Jelínek Drahomír Kadlec Kamil Kašťák Robert Lang Igor Liba Ladislav Lubina František Procházka Petr Rosol Bedřich Ščerban Jiří Šlégr Richard Šmehlík Róbert Švehla Oldřich Svoboda Radek Ťoupal Peter Veselovský Richard Žemlička | mannen     | Brons     | Voorronde groep B: 10- 1 Tsjecho-Slowakije - Noorwegen 6- 4 Tsjecho-Slowakije - Frankrijk 4- 3 Tsjecho-Slowakije - Gezamenlijk team 1- 5 Tsjecho-Slowakije - Canada 4- 2 Tsjecho-Slowakije - Zwitserland Kwartfinale: 3- 1 Tsjecho-Slowakije - Zweden Halve finale: 2- 4 Tsjecho-Slowakije - Canada Bronzen finale: 6- 1 Tsjecho-Slowakije - Verenigde Staten |

Algerije · Amerikaanse Maagdeneilanden · Andorra · Argentinië · Australië · België · Bermuda · Bolivia · Brazilië · Bulgarije · Canada · Chili · China · Chinees Taipei · Costa Rica · Cyprus · Denemarken · Duitsland · Estland · Filipijnen · Finland · Frankrijk · Gezamenlijk team · Griekenland · Groot-Brittannië · Honduras · Hongarije · Ierland · IJsland · India · Italië · Jamaica · Japan · Joegoslavië · Kroatië · Letland · Libanon · Liechtenstein · Litouwen · Luxemburg · Marokko · Mexico · Monaco · Mongolië · Nederland · Nederlandse Antillen · Nieuw-Zeeland · Noord-Korea · Noorwegen · Oostenrijk · Polen · Puerto Rico · Roemenië · San Marino · Senegal · Slovenië · Spanje · Swaziland · Tsjecho-Slowakije · Turkije · Verenigde Staten · Zuid-Korea · Zweden · Zwitserland